# Steinar Lem
Steinar Lem (ur. 9 maja 1951 – zm. 28 kwietnia 2009) – norweski działacz ekologiczny, rzecznik organizacji ‘Fremtiden i våre hender’ (Przyszłość w naszych rękach), pisarz. Był zwolennikiem przystąpienia Norwegii do Unii Europejskiej.

## Twórczość
- Signaler (1973) – nagroda im. Tarjei Vesaasa
- Utenfor bymuren (1975)
- Motlys (1977)
- Grensveergang (1979)
- Bjørnboes manneskesyn i Friktens øyeblikk (1981)
- De tause krigen (1994)
- Det lille livet (2005)